# Лук (геральдика)
Лук — одна з гербових фігур, що зображують предмет озброєння — метальна зброя, призначена для стрільби. У геральдиці може використовуватися як головна, супроводжуюча або другорядна фігура.

## Символіка лука
- мужність
- цілеспрямованість
- міць
- завзятість
- швидкість.

Крім перерахованих символів, в сучасній геральдиці, лук може використовуватися як військовий символ при позначенні родів військ.

## Приклади використання

Герб Полтави
Герб Полтавської області
Герб Запоріжжя
Герб Білої Церкви
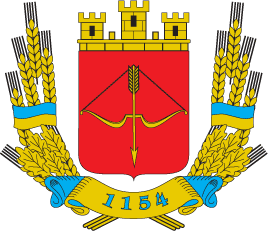
Герб Пирятина
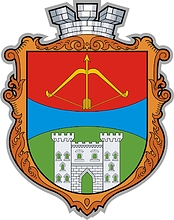
Герб Корсуня-Шевченківського
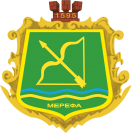
Герб Мерефи
Герб Джанкоя
арбалет на гербі Подільського району м. Києва
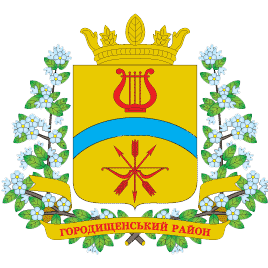
Герб Городищенського району
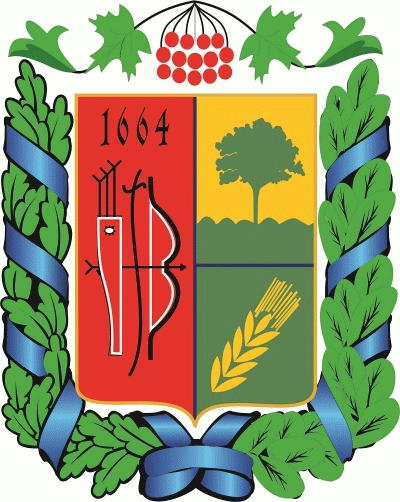
Герб Борівського району
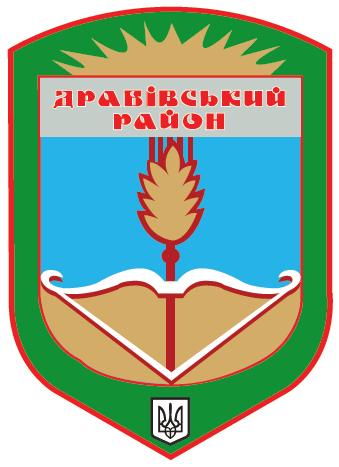
Герб Драбівського району
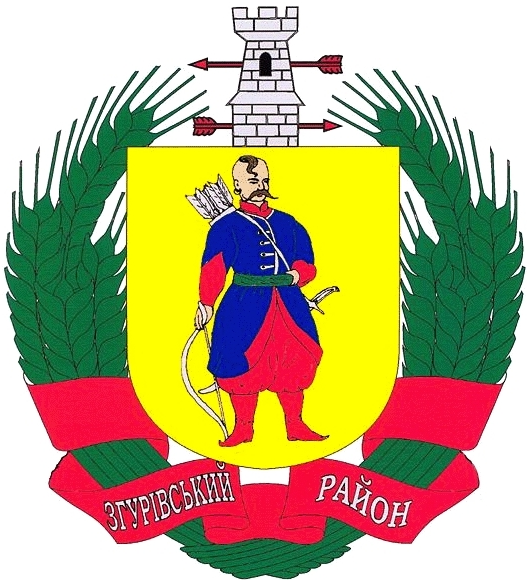
Герб Згурівського району
Герб Джанкойського району
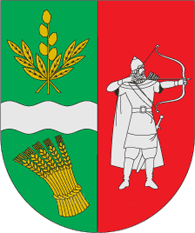
Герб Рокитнянського району
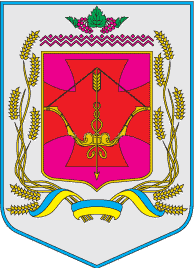
Герб Пирятинського району
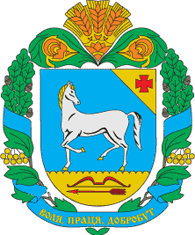
Герб Олександрійського району
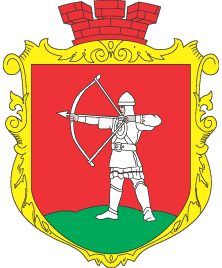
Герб Локачів
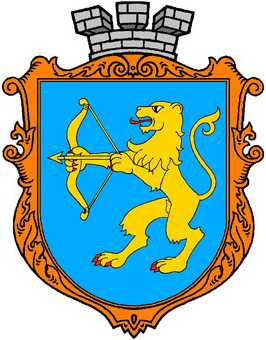
Герб смт Нові Стрілища
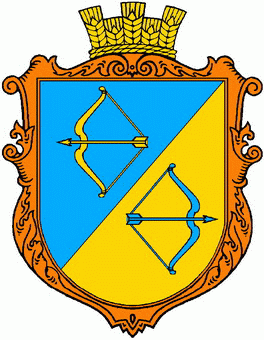
Герб села Стрільбичі
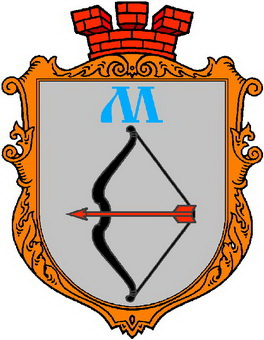
Герб села Медведівка (Чигиринський район)
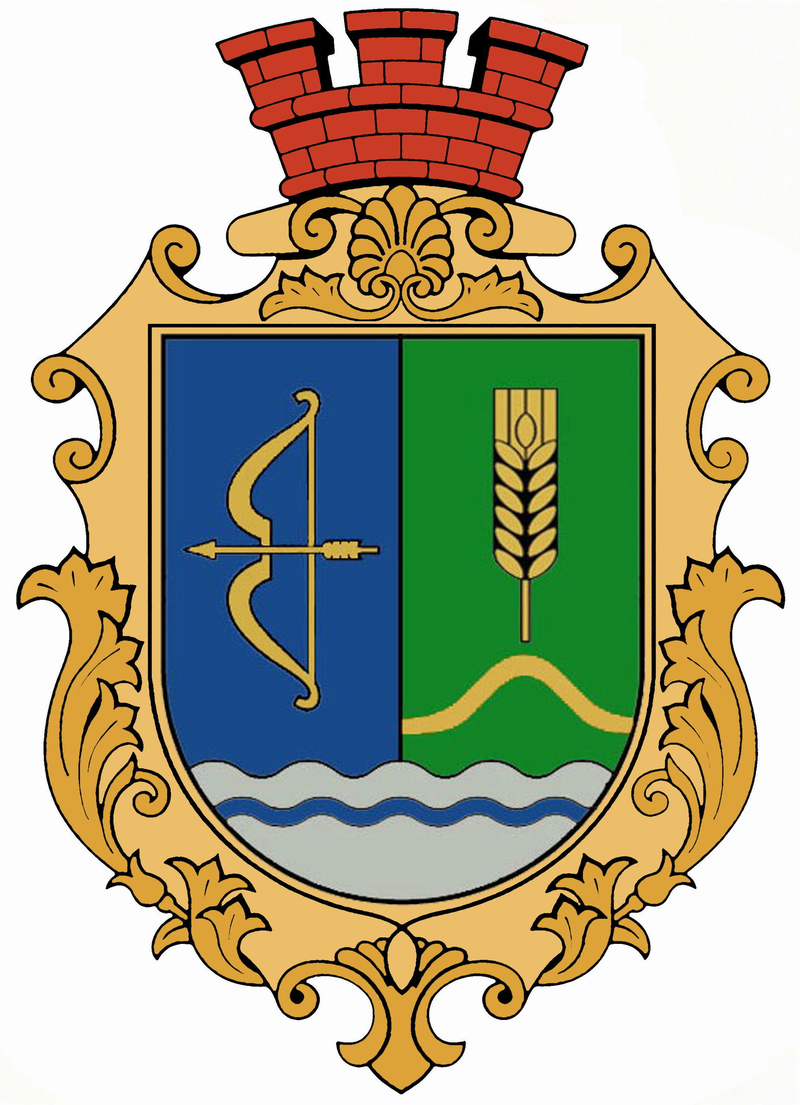
Герб села Бишів (Макарівський район)
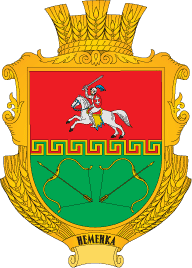
Герб села Неменка
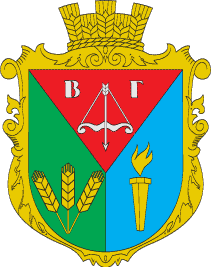
Герб села Велика Глумча
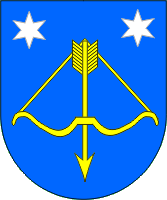
Герб села Грунь (Охтирський район)
Родинний герб Чуйкевичів
Герб Малі
Герб Того
Печатка штату Массачусетс
Герб невизнаної Республіки Абхазія
Герб Читинської області, Росія
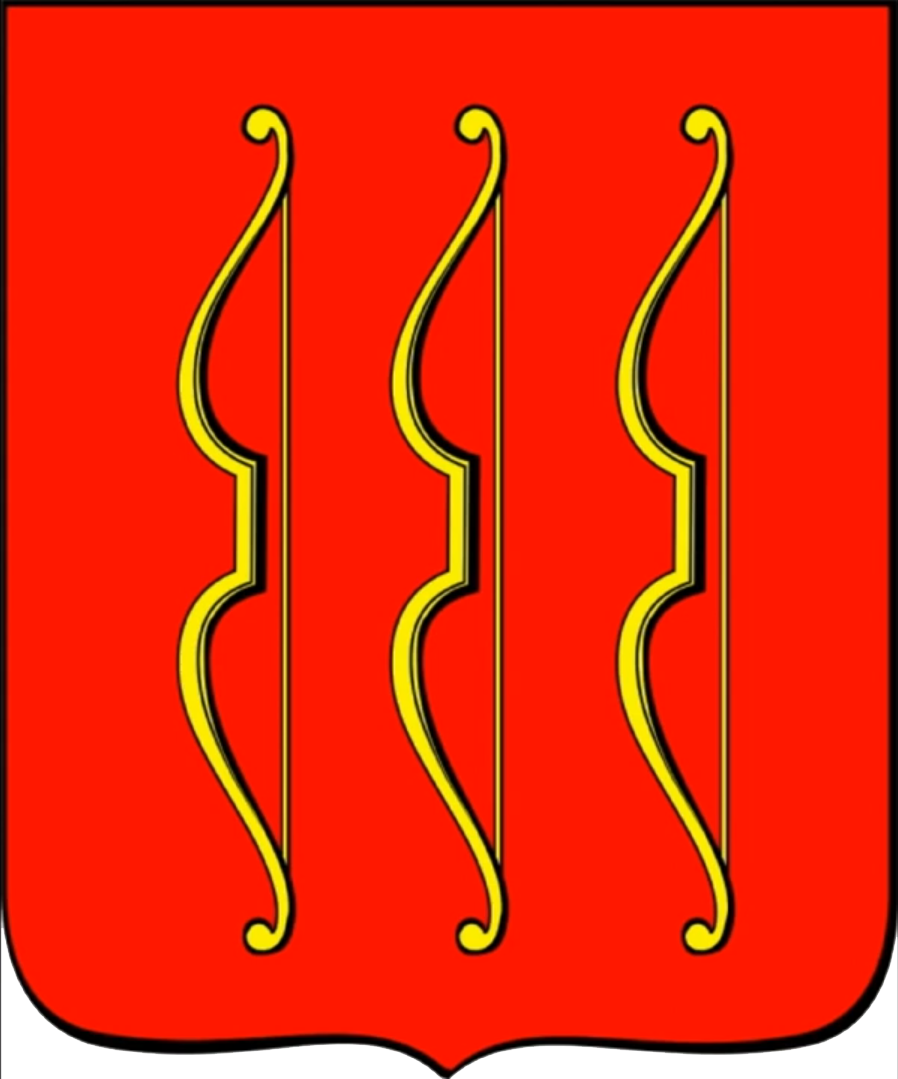
Герб міста Великі Луки, Росія
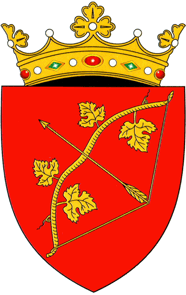
Герб Гинчештського района, Молдова
Герб міста Йоутса, Фінляндія
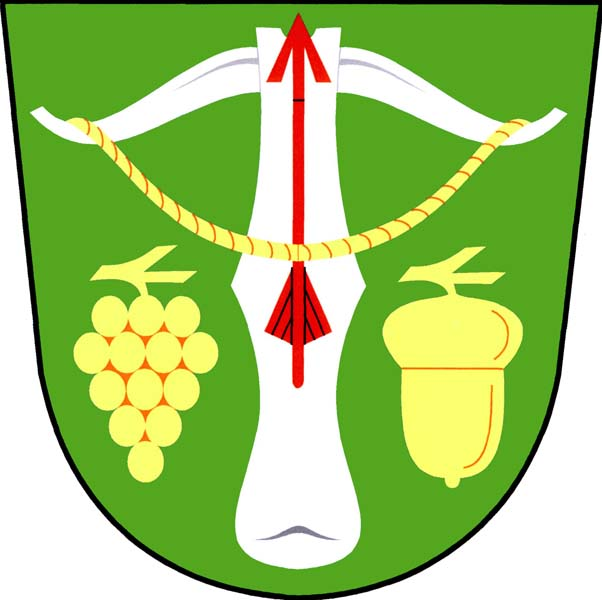

## Ресурси Інтернету
- Вікісховище має мультимедійні дані за темою: Лук (геральдика)

## Виноски
1. ↑  Геральдика. Лекции читанные в Московском Археологическом институте в 1907—1908 году / Ю. В. Арсеньев. — М.: ТЕРРА — книжный клуб, 2001. — С. 167—192. — 384 с. — isbn =5-275-00257-2